# مقاطعة بارنز (داكوتا الشمالية)
بارنز (بالإنجليزية: Barnes)‏ هي إحدى مقاطعات ولاية داكوتا الشمالية في الولايات المتحدة الأمريكية.